# Dmitri Kabalevski
Dmitri Borisovitsj Kabalevski (Russisch: Дмитрий Борисович Кабалевский) (Sint-Petersburg, 30 december 1904 - Moskou, 14 februari 1987) was een Russisch componist.

## Levensloop

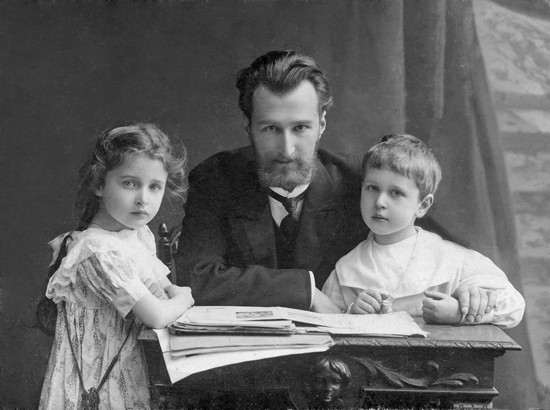
Boris Klavdijevitsj Kabalevski en zijn zoon Dmitri en dochter Jelena. St. Petersburg, 1909.

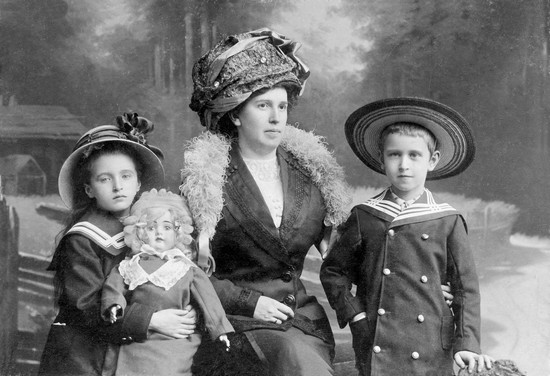
Nadezjda Kabalevski (née Nowicka) en haar zoon Dmitri en dochter Jelena. St. Petersburg, 1911.

Kabalevski, een zoon van een wiskundige bij een verzekeringsmaatschappij, had als kind al artistieke begaafdheid, in het bijzonder voor de schilderkunst en als dichter. Vanaf 1912 kreeg hij pianoles bij Seljanov aan het Skrjabin-muziekinstituut. In 1918 ging de hele familie naar Moskou. Op wens van zijn vader was hij eerst nog bezig met wiskunde en economie, maar vanaf 1921 speelde hij als pianist bij stomme films in bioscopen en kon daarvan leven. In 1925 ging hij naar het Moskous Conservatorium P. I. Tsjajovski in Moskou (Russisch: Московская Государственная Консерватория им. П.И.Чайковского), waar hij tot 1930 compositie bij Nikolaj Mjaskovski en piano studeerde.
Nadat hij intussen naam gemaakt had als componist, werd hij in 1932 zelf leraar compositie aan het Moskous Conservatorium P. I. Tsjajkovski.
Ook in de in 1932 opgerichte componistenfederatie heeft hij zijn leven lang functies gehad. In 1939 werd hij tot professor voor compositie benoemd. Hij behield deze functie tot 1980. Hij was ook chef van de redactie van het tijdschrift "Sovjetskaja Moezyka" en bleef in deze positie actief tot 1946. In 1940 werd hij lid van de Communistische Partij van de Sovjet-Unie. In het besluit van de partij van 1948, waarin het "formalisme" in de werken van componisten als Sergej Prokofjev en Dmitri Sjostakovitsj werd veroordeeld (zie ook Zjdanovdoctrine), werd Kabalevski, na aanvankelijke kritiek, uiteindelijk niet tot "formalist" verklaard. Als vooraanstaand lid van de partij bekleedde hij vele posities en functies. In 1956 was hij ook functionaris van het Ministerie van Cultuur van de Sovjet-Unie. Hij zette zich vooral in voor muziekpedagogische ontwikkeling. Dit leidde tot de oprichting van een tijdschrift over dit thema. Hij werd vele malen onderscheiden, o.a. in de jaren 1946, 1949, 1951 en 1980 met de "Prijs van de overheid". In 1974 werd hem de titel Held van de Socialistische Arbeid toegekend.

## Stijl
Aanvankelijk stond hij onder de invloed van zijn leraar Mjaskovski, maar later oriënteerde hij zich meer en meer op Prokofjev. Zijn werken hebben een eigen stijl. Als basis voor zijn arbeid beschouwde hij de eisen van het socialistisch realisme. Zijn muziek is vast verankerd in de traditie en hij beweegt zich uitsluitend binnen het raamwerk van de tonaliteit. Een karakteristieke bijzonderheid is het veelvuldig wisselen tussen grote en kleine terts. Zijn thematiek is meestal snel herkenbaar. Als orkestrator was hij briljant en gericht op effect. Zijn composities worden gekenmerkt door vitaliteit en frisheid, maar hij had ook gevoel voor dramatiek en pathos.

## Composities

### Werken voor orkest

#### Symfonieën
- 1932 1e Symfonie cis-kl.t., opus 18
- 1934 2e Symfonie c-kl.t., opus 19
- 1933 3e Symfonie si b-kl.t. - "Requiem ter nagedachtenis aan Vladimir Iljits Lenin", opus 22, met koor
- 1956 4e Symfonie c-kl.t., opus 54

#### Soloconcertenmet orkest
- 1928 1e concert voor piano en orkest a-kl.t., opus 9
- 1935 rev.1973 2e concert voor piano en orkest g-kl.t., opus 23
- 1952 3e concert voor piano en orkest D-gr.t., opus 50
- 1979 4e concert voor piano en orkest C-gr.t. "Praags concert", opus 99
- 1948 Concert voor viool en orkest C-gr.t., opus 48
- 1948-1949 1e concert voor cello en orkest g-kl.t., opus 49
- 1964 2e concert voor cello en orkest c-kl.t., opus 77

#### Symfonische gedichten
- 1960 Voorjaar symfonisch gedicht voor orkest, opus 65
- 1965 Ter herinnering aan de helden van Gorlovka symfonische schilderij in es-kl.t., opus 78
- 1968 De eeuwige vlam in Brjansk symfonisch gedicht, opus 85

#### Suites
- 1938 Suite uit de opera "Colas Breugnon" voor orkest, opus 24a
- 1938-1940 De comedianten suite voor klein orkest, opus 26
- 1939-1940 Suite uit het ballet "Gouden aren" voor orkest, opus 28a

#### Andere werken
- 1956 Romeo and Julia musical sketches voor groot orkest, opus 56
- 1960 Pathetische Ouverture h-kl.t. opus 64
- 1961 Fantasie naar Schubert's D940 voor piano en orkest
- 1964 Rhapsodie op het thema van het lied 'Schooljaren'  voor piano en orkest opus 75

### Werken voorharmonieorkest
- 1940 Suite voor jazzorkest
- 1974 De helden van de revolutie van 1905 voor blaasorkest, opus 95

### Cantates
- 1941-1942 Groot vaderland cantate voor mezzo-sopraan, bass, koor, en orkest, opus 35
- 1957-1958 Sang van morgen, voorjaar en vreede cantate voor kinderkoor en orkest, opus 57
- 1958-1959 De Leninisten cantate naar Jevgeni Dolmatovski voor drie koren en groot orkest, opus 63
- 1965 Over het vaderland cantate naar Tsezar Solodar voor kinderkoor en orkest, opus 82

### Muziektheater

#### Opera's
| Voltooid in   | titel                                                    | aktes   | première                                         | libretto                                                                                               |
| 1937 rev.1968 | Colas Breugnon, opus 24 / opus 90                        | 3 aktes | 1937, 1938 Leningrad; rev. 1968, 1970, Leningrad | Vladimir Bragin, naar de gelijknamige roman van Romain Rolland                                         |
| 1942          | In het Vuur (bij Moskou) (V ogne (Pod Moskvoj)), opus 37 | 4 aktes | 1943, Moskou                                     | Tsezar Solodar                                                                                         |
| 1947-1950     | De familie Taras (Semja Taras), opus 47                  | 4 aktes | 1947, Moskou; 3e versie: 1967, Moskou            | Sergej Tsenin, naar de vertelling "Nepokorjonnye" van Boris Gorbatov                                   |
| 1955          | Nikita Versjinin, opus 53                                | 4 aktes | 1955, Moskou                                     | Sergej Tsenin, naar de vertelling "Bronepojezd No. 14-69 (Pantsertrein Nr. 14-69)" van Vsevolod Ivanov |
| 1968-1969     | Zusters (Sjostry), opus 83                               | 3 aktes | 1969, Perm                                       | S. Bogomazov, naar de vertelling "Vstretsja s tsjoedom" Ilja Lavrov                                    |

#### Operette
| Voltooid in | titel                                | aktes   | première       | libretto |
| 1957        | Lied der lente (Vesna pojot), op. 58 | 3 aktes | Tsezar Solodar |          |

#### Balletmuziek
| Voltooid in | titel                                 | aktes   | première   | libretto                                                                 | choreografie |
| 1939-1940   | Gouden aren (Zolotye kolosja), op. 28 | 3 aktes | onvoltooid | V. Pomerantsev en A. Jermolajev, naar motieven uit de film "Traktoristy" |              |

### Vocale muziek met orkest
- 1931 Gedicht van de strijd voor koor en orkest, opus 12
- 1941 Parade voor de jeugd voor kinderkoor en orkest
- 1942 Wreker van het volk suite op een tekst van J. Dolmatovski voor gemengd koor en orkest
- 1962 Requiem voor solisten, gemengd koor, kinderkoor en orkest, opus 72

### Liederen
- 1950 Kinderliederen (o.a. "Ons land")

### Kamermuziek
- 1927 Twee stukken voor cello en piano, opus 2
- 1928 1e strijkkwartet a-kl.t. opus 8
- 1945 2e strijkkwartet g-kl.t. opus 44
- 1961 Vijf etudes in gr. en kl.t. voor cello solo, opus 67
- 1962 Sonate voor cello bes-gr.t. opus 71

### Werken voor piano
- 1927 1e Sonate voor piano d-kl.t. opus 6
- 1938 30 Kinderstukjes opus 27
- 1944 24 Preludes opus 38
- 1944 24 Lichte stukjes opus 39
- 1945 2e Sonate voor piano eb-kl.t. opus 45
- 1946 3e Sonate voor piano F-gr.t. opus 46
- 1972 Lyrische melodieën opus 93
- vele kleinere stukken

## Discografie
- Colas Breugon, opera in drie bedrijven.
Colas Breugnon: Leonid Boldin - Selina: Nina Isakova - Jacqueline: Valentina Kajevtsjenko - Gifflard: Jevgeni Maksimenko - Chamaille: Georgi Doedarev - Robinet: Nikolaj Goetorovitsj - Le Duc d'Asnois: Anatol Misjtsjevski - Mademoiselle de Termes: Albina Sjitkova - Koor en orkest van het Stanislavski Theater Moskou o.l.v. Georgi Tsjemtjoesjin.
Olympia OCD 291 (2 CD), opgenomen: 1973.